# 笠取村
笠取村（かさとりむら）は、京都府宇治郡にあった村。現在の宇治市の東端、瀬田川の右岸にあたる。

## 地理
- 河川：瀬田川
- 山岳：笠取山、天下峰、喜撰山

## 歴史
- 1889年（明治22年）4月1日 - 町村制の施行により、東笠取村・西笠取村・炭山村・二尾村・池尾村の区域をもって発足。
- 1942年（昭和17年）4月1日 - 宇治村と合併して東宇治町が発足。同日笠取村廃止。

## 交通

### 道路
現在は旧村域に京滋バイパスの笠取インターチェンジが所在するが、当時は未開通。